# Gouvernement Tiangaye I
Ve République
Gouvernement Touadéra III Gouvernement Tiangaye II
Le gouvernement Tiangaye I est le gouvernement de la République centrafricaine de la publication du décret présidentiel du 3 février 2013, jusqu’à la nomination du Gouvernement Tiangaye 2, en mars 2013. Il s’agit du dernier gouvernement nommé par le Président François Bozizé, gouvernement d’union nationale conformément aux accords politiques de Libreville. 

## Composition
Le gouvernement est constitué 33 membres : le premier ministre, deux vice-Premiers ministres, d’un ministre d’État, 22 ministres et sept ministres délégués.

### Premier ministre
- Premier ministre, Ministre des finances et du budget : Nicolas Tiangaye

### Vice Premiers Ministres
- 1er Vice Premier Ministre, Ministre de la défense nationale, de la Restructuration de l’armée, des anciens combattants et des victimes de guerre : Michel Djotodia Am Nondroko,
- 2e Vice Premier Ministre, Ministre des affaires étrangères, de l’intégration africaine, de la francophonie et des Centrafricains de l’Etranger : Colonel Anicet Parfait Mbaye,

### Ministre d’État
- Ministre d’État chargé de l’Économie, du plan et de la coopération : Énoch Dérant-Lakoué,

### Ministres
- Ministre de l’Administration du territoire et de la décentralisation : Léon Diberet,
- Ministre de la sécurité, de l’immigration, de l’émigration et de l’ordre public : Josué Binoua,
- Ministre de la Justice, Gardes des Sceaux, chargé de la réforme judiciaire : Jacques Mbosso,
- Ministre des Postes, Télécommunications et des Nouvelles technologies : Henri Pouzère,
- Ministre des eaux, forêts, chasse et pêche, l’environnement et de l’écologie : Mohamed Moussa Dahfane,
- Ministre du Développement des projets miniers et énergétiques : Prince Emilien Yéguida Danguéné,
- Ministre de la Géologie, des recherches minières et de l’hydraulique : Herbert Djono Ahaba,
- Ministre du développement rural : Dorothée Aimée Malenzapa,
- Ministre des transports et de l’aviation civile : Théodore Jousso,
- Ministre de la Santé publique, de la population et de la Lutte contre le VIH-SIDA : Marie-Madeleine Nkouet,
- Ministre de l’Equipement, des travaux publics et du désenclavement : Crépin Mboli-Goumba,
- Ministre de l’Education nationale, de l’enseignement supérieur et de la recherche scientifique : Marcel Loudégué,
- Ministre de la communication, de la culture civique et de la réconciliation nationale : Christophe Gazam Betty,
- Ministre de la Fonction publique, du travail, de l’emploi et de la sécurité sociale : Sabin Kpokolo,
- Ministre du commerce et de l’industrie : Amalas Amias Haroun,
- Ministre du développement du tourisme et de l’artisanat : Abakar Sabone,
- Ministre de la promotion des petites et moyennes entreprises et de l’amélioration du climat des affaires : Joachim Kokaté,
- Ministre des affaires sociales, de la solidarité nationale et de la promotion du Genre : Marie-Madeleine Moussa Yadouma,
- Ministre de l’urbanisme, du cadastre et de la reforme foncière : André Ringui Le Gaillard,
- Ministre de l’Habitat, du logement et de la Reconstruction des édifices publics : Davy Yama,
- Ministre de la Jeunesse, des Sports, des Arts et de la Culture : Edouard Patrice Ngaïssona,
- Ministre chargé du secrétariat général du Gouvernement et des relations avec les institutions : Maurice Yondo,

### Ministres délégués
- Ministre délégué aux finances, chargé du budget : Dieudonné Tokofeissé,
- Ministre délégué à la défense nationale, chargé de la restructuration des armées et du programme DDR : Général de Division Antoine Gambi,
- Ministre délégué à l’économie, au plan et à la coopération internationale, chargé des Pôles de développement : Christophe Bremaïdou,
- Ministre délégué au développement rural, chargé de l’élevage : Joseph Bendounga,
- Ministre délégué à l’Education nationale, chargé de l’Enseignement fondamental et professionnel : Djibril Sall,
- Ministre délégué à l’Urbanisme, chargé de la reforme foncière : Honoré Ndouba,
- Ministre délégué aux eaux et forêts, chargé de l’environnement et de l’écologie : Paul Doko